# Тюленино
Тюле́нино — посёлок в Полесском районе Калининградской области. Входит в состав Полесского городского поселения.

## География
Посёлок находится в северной части Калининградской области, в зоне хвойно-широколиственных лесов, на расстоянии примерно 2 км (по прямой) к юго-западу от города Полесск, административного центра района.

### Климат
Климат характеризуется как переходный от морского к умеренно континентальному. Среднегодовая температура воздуха — 7,2 °C. Средняя температура воздуха самого холодного месяца (января) — −5 — −2 °C (абсолютный минимум — −35 °C); самого тёплого месяца (июля) — 22,4 °C (абсолютный максимум — 37 °C). Продолжительность периода активной вегетации растений составляет около 135—150 дней. Годовое количество атмосферных осадков — 700—900 мм, из которых большая часть выпадает в тёплый период.

### Часовой пояс
Посёлок Тюленино, как и вся Калининградская область, находится в часовой зоне МСК−1. Смещение применяемого времени относительно UTC составляет +2:00.

## История
В 1946 году населённому пункт Фихоф (нем. Viehof) присвоено наименование посёлок Тюленино.

## Население
| 2002 | 2010 |
| ---- | ---- |
| 220  | ↘218 |

### Национальный состав
Согласно результатам переписи 2002 года, в национальной структуре населения русские составляли 89 % из 220 чел.